# Burni Kulit Manis
Burni Kulit Manis är ett berg i Indonesien.   Det ligger i provinsen Aceh, i den västra delen av landet, 1 600 km nordväst om huvudstaden Jakarta. Toppen på Burni Kulit Manis är 2 030 meter över havet, eller 92 meter över den omgivande terrängen. Bredden vid basen är 1,3 km.
Terrängen runt Burni Kulit Manis är huvudsakligen kuperad, men österut är den bergig. Trakten runt Burni Kulit Manis är nära nog obefolkad, med mindre än två invånare per kvadratkilometer. I omgivningarna runt Burni Kulit Manis växer i huvudsak städsegrön lövskog.